# Johann Sanitzer
Johann Sanitzer (* 13. Oktober 1904 in Hundsheim; † 15. August 1957 in Salzburg) war leitender Beamter der Geheimen Staatspolizei Wien während der Zeit des Nationalsozialismus.

## Leben
Sanitzer trat am 21. Oktober 1931 der NSDAP bei (Mitgliedsnummer 612.466). 1934 nahm er aktiv am Juliputsch teil, zum 1. November 1937 trat er der SS bei (SS-Nummer 351.537). Nach dem „Anschluss“ Österreichs an das Deutsche Reich 1938 wurde Sanitzer der Gestapo zugeordnet. Ab Herbst 1938 leitete er im Gestapo-Hauptquartier im vormaligen Hotel Metropol am Wiener Morzinplatz das Referat „Reaktion, Legitimismus, Rechtsopposition“, von Oktober 1939 bis April 1941 das für Sabotage-, Funk- und Fallschirmbekämpfung zuständige Referat der Gestapo. 1941 bis 1942 fungierte Sanitzer als Leiter der Gestapo-Außenstelle St. Pölten. 1940 war er führend an der Zerschlagung der drei katholisch-konservativen Widerstandsgruppen von Roman Karl Scholz, Jacob Kastelic bzw. Karl Lederer beteiligt. Angeblich 70 Fallschirmspringer – meist kommunistische Widerstandskämpfer, die von der Sowjetunion kommend über der „Ostmark“ absprangen – hat Sanitzer verhaftet, nachdem er sie mit fingierten Funksprüchen in die Falle gelockt hatte.
Sanitzer galt als „wohl der berüchtigtste Wiener Gestapobeamte“. Er war für seine besondere Brutalität gegenüber Gefangenen berüchtigt; im Verhör wandte er Foltermethoden an, „die selbst auf dem Morzinplatz ungewöhnlich waren“. Überlebende Häftlinge bezeugten, dass er bei manchen Verhören einen Wachstuchumhang trug, um seinen Anzug nicht mit Blut zu besudeln.
1949 wurde Sanitzer vom Wiener Volksgericht zu lebenslangem schweren Kerker verurteilt. Bei der Verhandlung äußerte der Gestapomann, seine Foltermethoden könnten doch wirklich nicht so arg gewesen sein, denn „wie könnte es sonst noch überlebende Zeugen geben?“ Johann Sanitzer wurde nach seiner Verurteilung jedoch nicht in Österreich inhaftiert, sondern der sowjetischen Besatzungsmacht übergeben. Im Jahr 1955 kehrte er in seine Heimat zurück.
In früheren Forschungsarbeiten hieß es, Sanitzer habe es nach 1949 zum Major im Ministerium für Staatssicherheit der DDR in Erfurt gebracht und dort zahlreiche ehemalige Gestapo-Leute als Mitarbeiter des MfS angeworben. Dies dürfte jedoch unzutreffend sein.